# Carla Beck
Pour les articles homonymes, voir Beck.
Carla Beck, née le 15 octobre 1973 à Weyburn, est une femme politique provinciale canadienne de la Saskatchewan.
Elle représente la circonscription de Regina Lakeview à titre de députée du Nouveau Parti démocratique de la Saskatchewan depuis une élection partielle en 2016.